# Озоліня Ліліта Арвідівна
Ліліта Арвідівна Озоліня (латис. Lilita Ozoliņa; нар.. 19 листопада 1947, Рига, Латвійська РСР, СРСР — 5 червня 2023) — радянська і латвійська акторка театру та кіно. Заслужена артистка Латвійської РСР (1983).

## Біографія
Народилася 1947 року в Ризі. Її мати Альбертіна працювала помічницею режисера на німецькій кіностудії, а батько Арвід був льотчиком-випробувачем.
У 8 років вступила до Народної студії кіноактора при Ризькій кіностудії. У 10 років пробувала зіграти роль пастушки у фільмі «Луна», але її не взяли. 
У шкільні роки хотіла займатися медициною, паралельно з навчанням у середній школі, навчалася в медичному училищі та практикувалася як медсестра в Республіканській дитячій клінічній лікарні в Ризі на вулиці Вієнібас гатве. З 1966 року почала працювати в Художньому театрі імені Яна Райніса.
1969 року закінчила студію кіноактора, а 1971 — акторський факультет Латвійської державної консерваторії імені Я. Вітола.
У той же час дебютувала в кіно роллю Велти у фільмі «Коли дощ і вітер стукають у вікно» (1967), який знімав один із викладачів студії, режисер Алоїз Бренч. Після цього були інші роботи в кіно. Однак популярність їй принесла роль Марти у фільмі «Довга дорога в дюнах» (1980), знятому її першим учителем Алоїзом Бренчем. Після успіху відбулися численні пропозиції ролей, серед них мюзикл «Коротке повчання в коханні», комедія «Особисте життя Діда Мороза» (1982), політичний детектив «Подвійний капкан» (1985) та інші.
Акторка брала участь у громадському та політичному житті радянської Латвії: з 1975 року — член КПРС; була депутаткою Верховної Ради Латвійської РСР.
Після розпаду СРСР через відсутність ролей на Ризькій кіностудії, Ліліта Озоліня зосередила свою творчу діяльність у театрі. Акторка служить на двох ризьких сценах: у театрі «Дайлес» та Ризькому театрі російської драми.
У 1994 році Ліліта Озоліня брала участь у роботі ризького Міжнародного фестивалю акторів кіно «Балтійська перлина», її обирали до журі кіноогляду під головуванням народної артистки СРСР Вії Артмане. 1997-го — була головою журі цього ж фестивалю.
У 2014 році втілила у постановці «Жінки Пікассо» образ Ольги Хохлової, колишньої балерини та моделі українського походження, що відкрилася в трупі Дягілєва .
Мешкала в Ризі. Її донька — Ліліана Озоліня (латис. Liliāna Ozoliņa), свого часу очільниця телеканалу MTV Latvija.
Померла, за попередніми даними, 5 червня 2023 року на 76-му році життя.

## Фільмографія
1. 1967 — Коли дощ і вітер стукають у вікно — Велта
2. 1968 — За поворотом — поворот — Інга
3. 1969 — Промені в склі — Ася Ритум
4. 1970 — Насип — Дзидра
5. 1970 — Клав — син Мартіна — Ласма
6. 1971 — Прогулянка — Ліліта
7. 1972 — Петерс — Настя
8. 1973 — Шах королеві діамантів — Майга Страута, лікарка
9. 1973 — Афера Цепліса — гостя на весіллі
10. 1973 — Олег і Айна — Айна
11. 1974 — Не бійся, не віддам! — Дезія
12. 1975 — У лещатах чорного раку — Мара
13. 1976 — Син голови — Марина
14. 1976 — Соната над озером — Вія
15. 1979 — Ніч без птахів — Ілзе
16. 1979 — Незавершена вечеря — Соня
17. 1980 — Жайворонки — Візма
18. 1980 — Довга дорога в дюнах — Марта
19. 1982 — Особисте життя Діда Мороза — Ольга Карпівна
20. 1983 — Коротке повчання у коханні — Ганна
21. 1984 — Аплодисменти, аплодисменти... — гостя на вечірці
22. 1985 — Подвійний капкан — Эва
23. 1985 — Зустрінемося в метро — Наталка
24. 1985 — Дороги Анни Фірлінг — Іветта
25. 1985 — Фронт в рідній домівці — Елга
26. 1986 — Двійник — Ніна
27. 1986 — Він, вона та діти — Валерія Снежкова
28. 1990 — Майя та Пайя
29. 1990 — Родина Зітаров — Алвіна
30. 1996 — Анна
31. 2000 — Квиток до Риги
32. 2002 — Прогулянка
33. 2004 — Червона капела — мадам Маєр
34. 2016 — Герой — Єлизавета Іванівна Єзерська
35. 2018 — Білл — домогосподарка

## Нагороди, визнання
- 1983 — Державна премія СРСР (1983): за роль Марти в телефільмі «Довга дорога в дюнах» (СРСР).
- 1983 — заслужена артистка Латвійської РСР (СРСР).
- 2000 — премія імені Вії Артмане: «За внесок у латвійське кіно» (Міжнародний фестиваль акторів кіно «Балтійська перлина», Латвія).
- 2009 — офіцер ордена Трьох зірок IV ступеня (Латвія, 30 березня 2009 року)[5] .